# Cocitinis
Els cocitinis (Cocytiini) són una tribu de lepidòpters ditrisis de la família dels erèbids (Erebidae), subfamília Erebinae. Els adults d'alguns membres d'aquesta tribu, especialment els del gènere Serrodes, tenen una probòscide capaç de perforar la pell de les fruites, la qual cosa els permet beure el suc de les fruites.

## Taxonomia
La tribu pot estar estretament relacionada amb el clade que conté les tribus Poaphilini i Ophiusini, també dins d'Erebinae.

## Gèneres
- Anereuthina
- Avatha
- Cocytia
- Ophyx
- Serrodes